# Огюст Олефф
Огюст Олефф (фр. Auguste Oleffe 1867, Сент-Йост-тен-Нод, Бельгія — 1931, Одергем) — бельгійський художник (Брабант) зламу XIX–XX століть.

## Життєпис
Народився в містечку Сент-Йост-тен-Нод. Там же почав опановувати художню майстерність. Навчання продрвжив у вільній академії. Працював як дизайнер та літограф.
1890 року на недовгий термін відвідав Париж. На початку 1890-х років відвідував Ньюпорт, де створював картини морської тематики та життя рибалок. 1906 року ін отримав спадок у місті Одергем, куди перебрався на житло і працю. Був одружений з 1891 року.
Художня манера митця еволюціонувала у бік помірного імпресіонізму при збереженні у палітрі чорної фарби, від котрої так відмовлялись імпресіоністи Франції. Виразність чорної фарби взагалі добре відчували саме бельгійські художники, той же Моріс Лангаскенс. Грубуватий малюнок і виразність тільки чорної фарби взагалі притаманні художній манері ще одного бельгійського графіка та художника — це Франс Мазерель.
Огюст Олефф помер у місті Одергем 1931 року.

## Обрані твори (галерея)

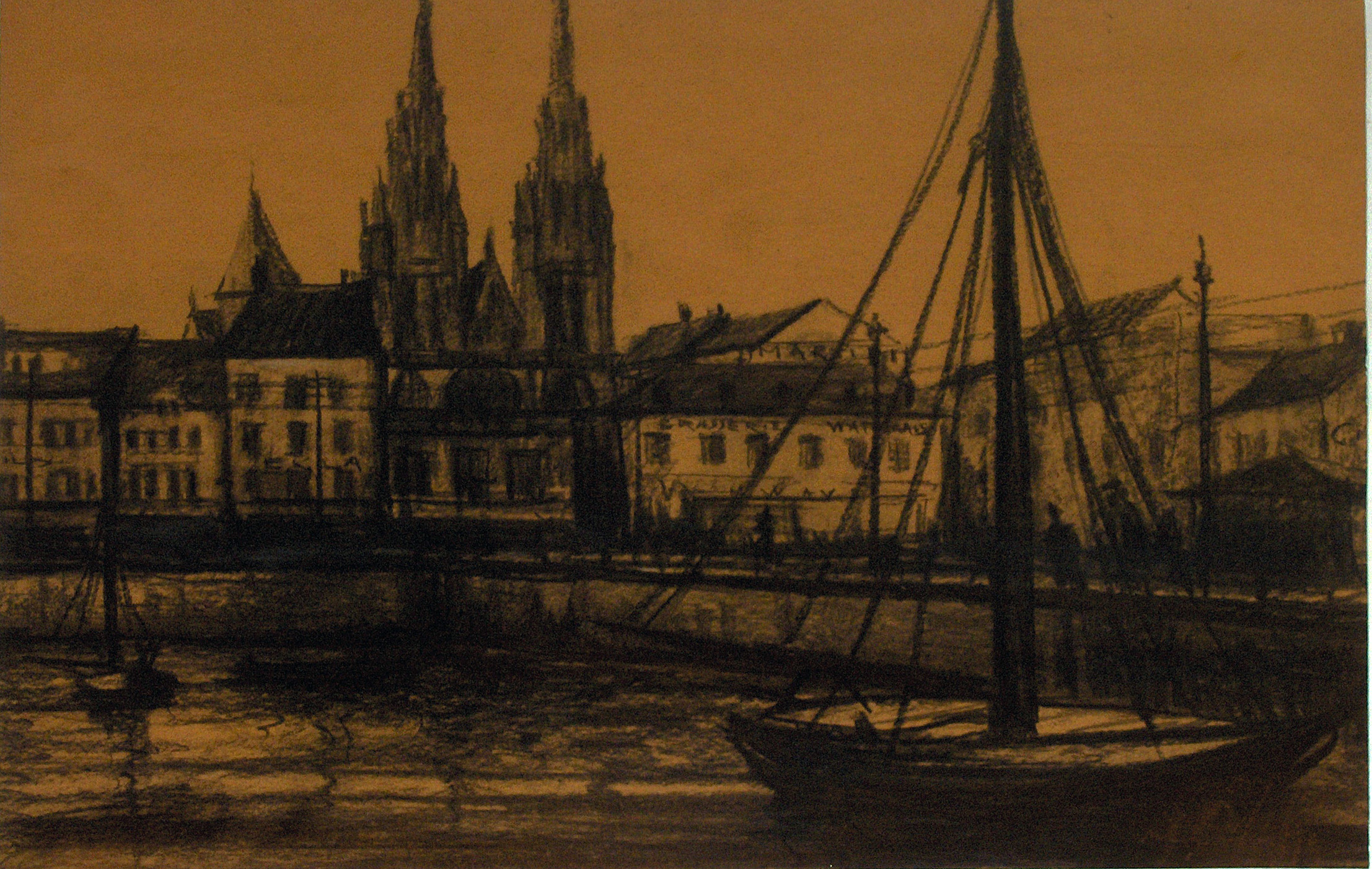
Огюст Олефф. «Затока в Остенде», малюнок

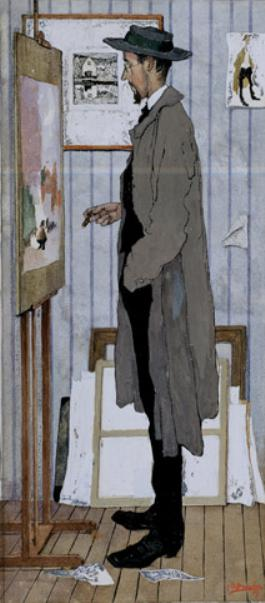
Жуль де Брекер. «Франс Мазерель у власній майстерні», 1909 р.
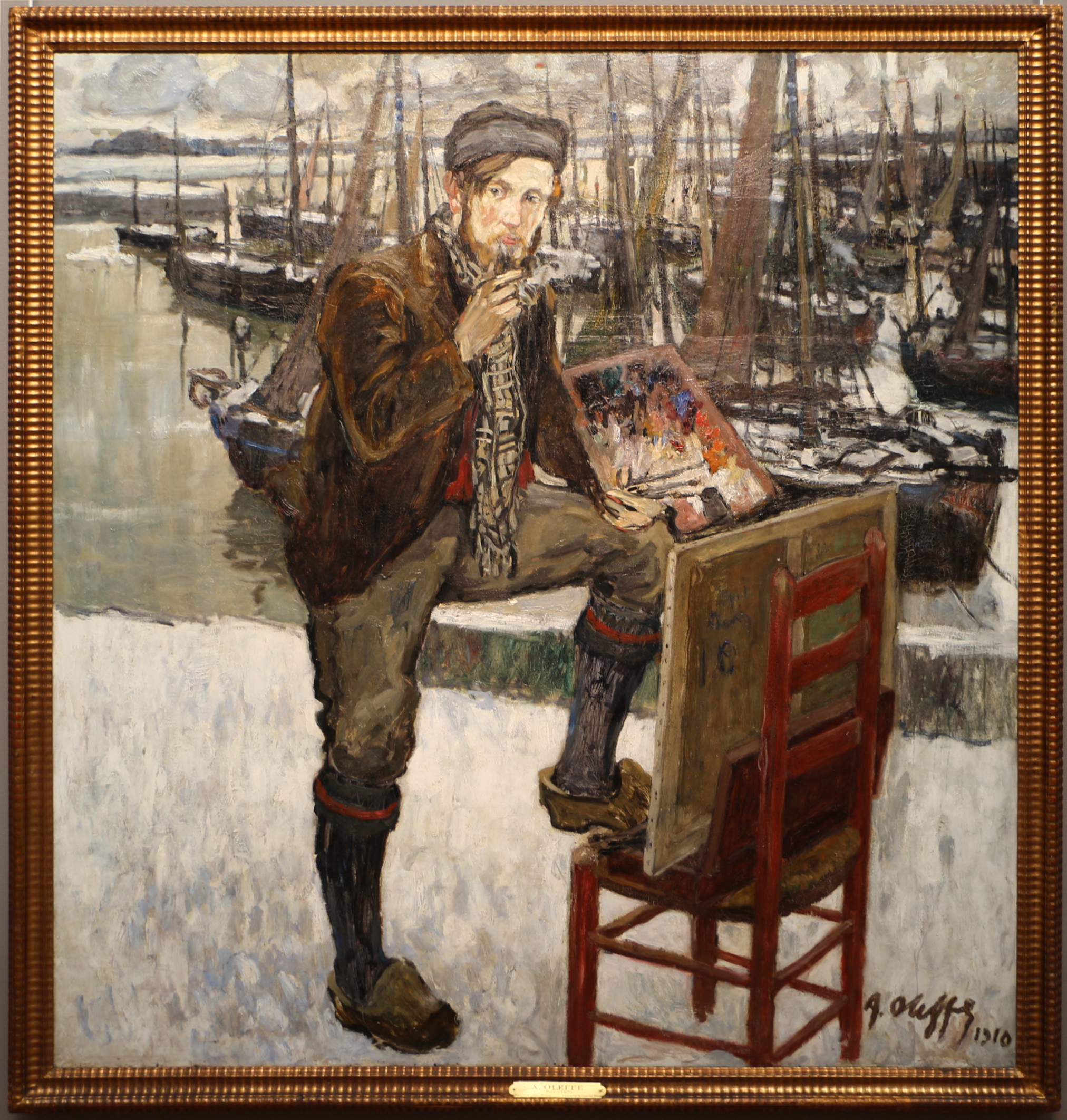
Огюст Олефф. «Художник Жан Фрізо», 1910 р. Музей Іксельс, Брюссель.
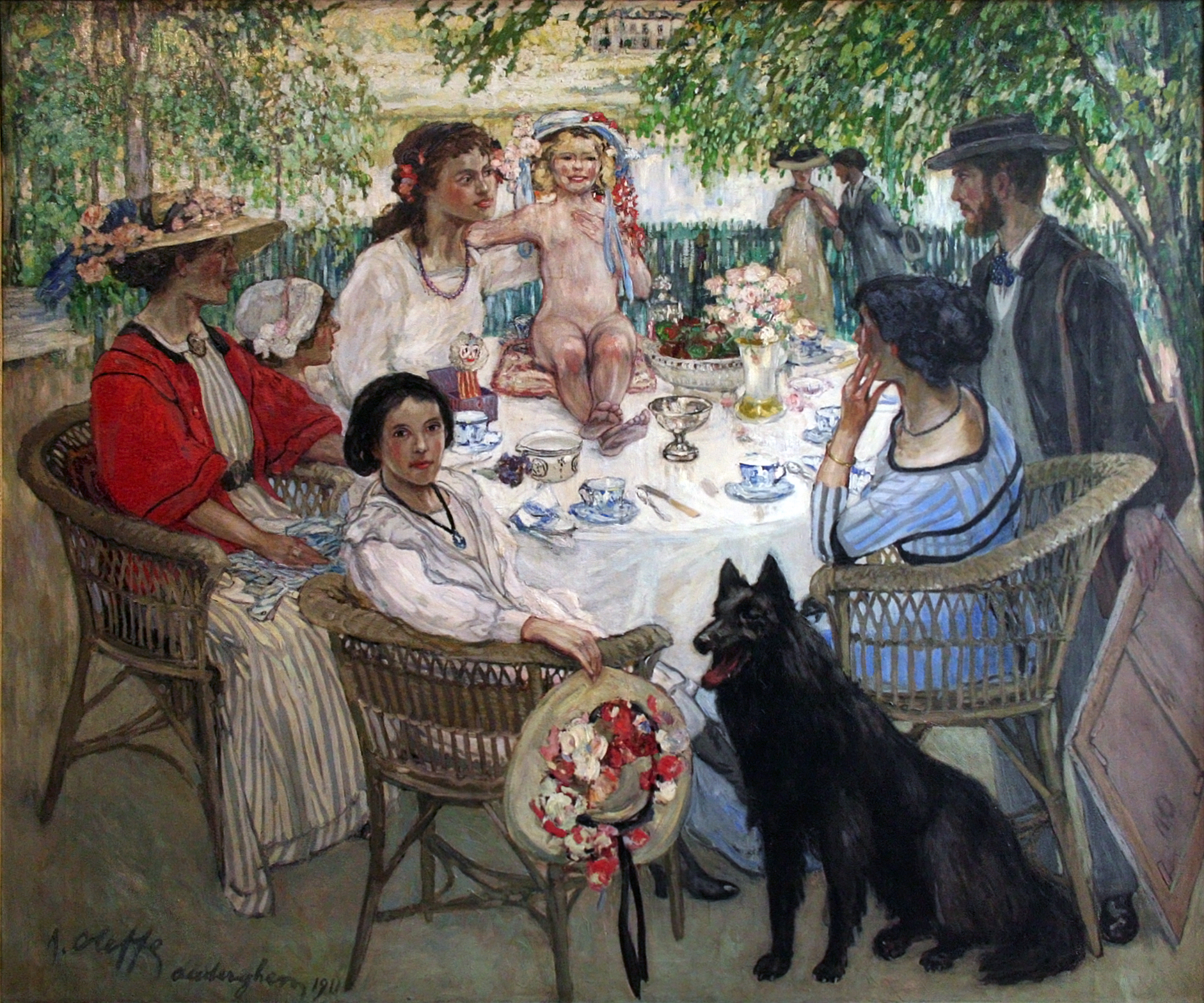
Огюст Олефф. «Прімавера», 1911 р.
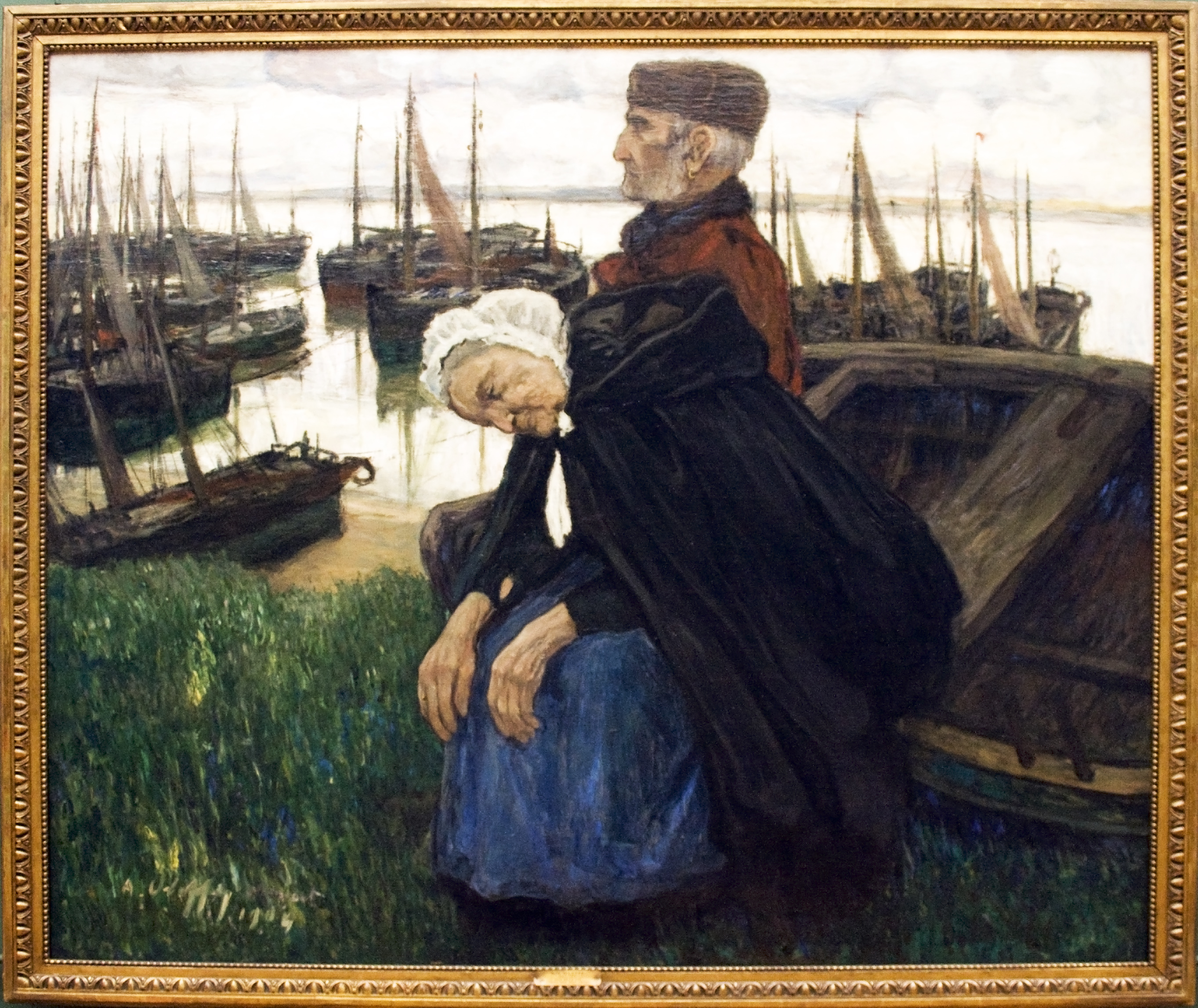
Огюст Олефф. «Присмерки життя», 1904 р., Музей Шарльє.